# Al-Bayda (Fars)
Al-Bayda és una ciutat de Fars a l'Iran, antigament anomenada Nasa. Està situada al nord de Siraz i a l'oest d'Istakhr. Era la cpital de l'antic districte de Kamfiruz i al segle x era tan gran com la ciutat d'Isktar i estava rodejada de terrenys fèrtils de cultiu.
Alguns personatges destacats porten la nisba Al-Baydawí per aquesta vila.